# 松井省悟
松井省悟（まつい しょうご、Matsui Shogo 1983年-）は、京都在住の日本のポピュラー音楽のシンガーソングライター、作曲家、編曲家。

## 経歴
「KYOTO CHILL-POP」を掲げ、京都をベースに活動している。2008年、バンド空中ループの活動を開始。2018年、同バンドでUNIVERSAL MUSICよりメジャー・デビュー。2018年、京都精華大学ポピュラーカルチャー学部音楽コース非常勤講師に就任。2020年、transloopよりアルバム「Synthesized Phenomenon」を発表。2023年、京都精華大学メディア表現学部非常勤講師に就任。transloopよりアルバム「APPLEMINT」を発表。

## ディスコグラフィー

### アルバム
1. Synthesized Phenomenon（2020年、transloop）
2. APPLEMINT（2023年、transloop）